# Leopoldo Mazzei
Leopoldo Mazzei (Radicofani, 16 settembre 1819 – Pistoia, 18 novembre 1901) è stato un medico, patriota e giornalista italiano, fu mazziniano e partecipò alla prima guerra d'indipendenza italiana.

## Biografia
Nacque a Radicofani da Giovanni Battista, medico chirurgo e da Maria della Nave. 
Terminata l’istruzione primaria a Pistoia, dove il padre si era spostato, si laureò in medicina e chirurgia alla Normale di Pisa nel 1842.
Precocemente animato da ideali mazziniani, appena diciassettenne si iscrisse alla Giovine Italia e 
partecipò attivamente a vari circoli politici pistoiesi di ispirazione unitaria quali la "Società degli amici del popolo di Pistoia", la sezione locale della "Società Nazionale" e l’"Associazione pistoiese per l’unita d’Italia". Aderì ai moti del 1848 e parti volontario per la «Prima guerra di indipendenza»; insieme al fratello Ferdinando fece parte del «2º battaglione fiorentino» che combatté contro gli austriaci nella battaglia di «Curtatone e Montanara».
Questa sua attività "cospirativa" gli costò nel 1849 l’arresto per qualche mese.
Tornato libero diede inizio alla sua attività medica facendo il tirocinio professionale nella "Medicheria", un servizio oggi chiamato Pronto Soccorso, dell'Ospedale del Ceppo di Pistoia. Comunque ebbe sempre contatti con liberali, anche frequentando il salotto letterario della principessa Louisa Grace Bartolini.
 Frattanto la "Società degli amici del popolo", alla quale era affiliato, cambiò denominazione in "Società dei patrioti democratici" ampliando le sue finalità "...fino a comprendervi i bisogni della Patria e dell'indigenza bisognosa...", come egli ebbe a scrivere all' amico Niccolò Puccini, in una sua lettera, sapendolo sensibile a questi problemi.
Nel gennaio 1851 sposò Amalia Giunti dalla quale nell'agosto 1853 nacque Giovanni, il loro unico figlio.. Nel 1855 durante la tragica epidemia di colera, insieme al collega Leopoldo Fedi, svolse il servizio presso il locale lazzaretto. Nel 1859 gli fu affidata la direzione dell’Ospedale militare di Pistoia. Questo non gli impedì di essere Ufficiale medico della Guardia nazionale italiana dal 1859 al 1866 e successivamente membro del "Consiglio sanitario circondariale" di Pistoia dal 1866 al 1888.

L'unità d’Italia, segnò il suo graduale distacco dalla politica attiva e, contemporaneamente, l'inizio della sua adesione attiva alla massoneria. Nel 1863 fu fondata a Pistoia la loggia "Ferruccio" e sin dall'inizio il Mazzei diede la sua adesione.

Su espresso invito di Leopoldo Cempini, fu a più riprese corrispondente da Pistoia de La Nazione il quotidiano da poco tempo fondato a Firenze su impulso dello stesso Cempini.

Morì a Pistoia nel novembre del 1901 e, per esaudire un suo desiderio, fu fatto cremare. Il figlio Giovanni raccoglierà le sue carte e ne tratteggerà a stampa la figura e gli ideali.

## Riconoscimenti
«...Dalle radici mazziniane e dall’esperienza massone nasce la sua attenzione per le classi popolari, che si configurò anche in un impegno diretto in iniziative a favore del miglioramento, in senso umanitario e culturale, delle condizioni delle classi popolari...»
Simone Santini - in Archivio Beni Culturali.

## Archivio
Il "Fondo Mazzei Leopoldo e Giovanni', conservato presso l'Archivio di Stato di Pistoia,  Pistoia, contiene documentazione dal sec. XIX secondo quarto - al sec. XX prima metà.